# Évariste de Parny
Évariste de Parny   (Saint-Paul, 6 de febrer de 1753 - París, 5 de desembre de 1814) vescomte de Parny (Saint-Paul, illa de la Reunió, 6 de febrer de 1753 - 5 de desembre de 1814), fou un poeta francés.
L'enviaren a l'estat francés als nou anys, i fou educat a Rennes; al 1771 s'enrola en l'exèrcit. Aviat, però, torna a la seua illa natal, on s'enamora d'una jove a la qual anomenava Eleonore. Son pare rebutja la seua unió amb Parny, i ella es casa amb un altre home. Parny torna a França, i publica Poésies érotiques el 1778.
També publica quasi alhora Voyage de Bourgogne (1777), escrit en col·laboració amb el seu amic Antoine de Berlín (1752-1790); Épître aux insurgents de Boston (1777), i Opuscules poétiques (1779). Al 1796 apareix La Guerre des Dieux, un poema a l'estil de Pucelle de Voltaire, dirigit contra el cristianisme.
Parny es dedica en els seus anys finals quasi completament a la sàtira religiosa i política. Fou elegit acadèmic al 1803, i el 1813 rep una pensió de Napoleó. El 1805 feu un extraordinari poema al·legòric que atacava a Jordi III, a la seua família i el seu entorn, amb el títol de Goddam! Goddam! par un French-dog.
Els poemes i elegies primerencs amorosos de Parny, però, demostren una notable tolerància i facilitat, molta tendresa, i una intuïció i enginy considerables. Una obra famosa, l'Elegia a una jove, sobreïx en el seu tipus.
Les seues Œuvres choisies es publiquen al 1827. Hi ha un esbós de Parny en Portraits contemporains de Sainte-Beuve.